# Liste des comtes d'Auxerre
Du VIe au XVIe siècle, les comtes d'Auxerre ont été à la tête du comté d'Auxerre.

## Les premiers comtes
??? - 561 : Péone, comte d'Auxerre sous le roi Clotaire Ier.
561 - 570 : Mummol, fils de Péone, comte d'Auxerre sous le roi Gontran.
771-??? : Hermenold, compagnon de Charlemagne, 1er comte d'Auxerre. 
...
859-864 : Conrad II de Bourgogne († 876) welf, fils de Conrad Ier et d'Adélaïde d'Alsace, neveu de Judith femme de Louis le Débonnaire. Destitué en 864.
865-866 : Robert le Fort, marquis de Neustrie et comte d'Auxerre († 866), proche parent du précédent. 
866-870 : Hugues l'Abbé, successeur de Robert le Fort et frère de Conrad II.
870-888 : Girbold, comte délégué

## Bosonides et Robertiens
888-921 : Richard le Justicier († 921), premier duc de Bourgogne
marié à Adélaïde, comtesse d'Auxerre
- Rainard, frère de Manassès, vicomte nommé par Richard le Justicier[1].

921-936 : Raoul de Bourgogne, fils du précédent et roi de France de 923 à 936.
À la suite de Raoul, les ducs de Bourgogne qui lui succèdent sont aussi comtes d'Auxerre:
- Hugues le Noir (936-952)
- Hugues le Grand (952-956)
- Otton (956-965)
- Henri Ier "le Grand" (965-1002)

## Les rivalités pour la succession en Bourgogne (1002-1032) et la mise en place d'un Comté d'Auxerre fief royal héréditaire
(mai 2022).
Si vous disposez d'ouvrages ou d'articles de référence ou si vous connaissez des sites web de qualité traitant du thème abordé ici, merci de compléter l'article en donnant les références utiles à sa vérifiabilité et en les liant à la section « Notes et références ».
À la mort d'Henri Ier, le duché de Bourgogne est disputé entre Otte-Guillaume, comte de Mâcon et le roi Robert II le Pieux qui fait valoir son droit de suzerain, le duché étant un fief royal. 
La réconciliation entre les deux compétiteurs en 1005 aboutit au partage de la Bourgogne entre un duché revenant dans le domaine royal et un comté attribué à Otte-Guillaume qui devient ainsi le premier titulaire du comté de Bourgogne, appelé plus tard Franche-Comté.
Le comté d'Auxerre fait partie du duché et, malgré quelques vicissitudes, les comtes sont désormais nommés par le roi qui en est le suzerain. 
Le premier comte d'Auxerre ainsi nommé est Landri, déjà comte de Nevers, qui épouse Mathilde, fille d'Otte-Guillaume. Son fils et successeur Renaud Ier épouse Advise, fille du roi Robert II.
Après la mort de Robert II en 1031, son fils Henri Ier attribue en 1032/1033 le duché de Bourgogne à son frère cadet Robert à titre d'apanage, devant revenir dans le domaine royal à défaut d'héritier mâle. 
Les comtes d'Auxerre relèvent alors du duc de Bourgogne sous suzeraineté royale.

## Maison de Nevers
1005-1028 : Landri de Nevers, comte de Nevers et comte d'Auxerre 
1028-1040 : Renaud Ier (~1000-~1040), comte d'Auxerre et de Nevers (1028-1040)
marié avec Advise de France, comtesse d'Auxerre
1040-1097 : Guillaume Ier (1029-1097 ou 1098), comte d'Auxerre, de Nevers et de Tonnerre, fils du précédent
marié avec Ermengarde de Tonnerre
1097-1147 : Guillaume II (~1083-1147), comte d'Auxerre, de Nevers et de Tonnerre, petit-fils du précédent, fils de Renaud II de Nevers et d'Agnès de Beaugency
marié avec Adélaïde
1147-1161 : Guillaume III (~1110-1161), comte d'Auxerre, de Nevers et de Tonnerre, fils du précédent
marié avec Ide de Sponheim
1161-1168 : Guillaume IV (1130-1168), comte d'Auxerre, de Nevers et de Tonnerre, fils du précédent
marié avec Eléonore de Vermandois
1168-1176 : Guy (~1149-1168), comte d'Auxerre, de Nevers et de Tonnerre, frère du précédent
marié avec Mathilde de Bourgogne (1150-1192)
1176-1181 : Guillaume V (1168-1181), comte d'Auxerre, de Nevers et de Tonnerre, fils du précédent
1181-1193 : Agnès Ire (1170-1193), comtesse d'Auxerre, de Nevers et de Tonnerre, sœur du précédent
mariée à Pierre II de Courtenay (~1165-1219)

## Maison de Courtenay
1193-1257 : Mathilde de Courtenay (1188-1257), dite la "Comtesse Mathilde", comtesse de Nevers, d'Auxerre et de Tonnerre, fille des précédents
mariée en premières noces en 1199 à Hervé de Donzy († 1222)
mariée en secondes noces en 1226 à Guigues (~1299-1241, plus connu sous le nom de Guy), comte de Forez

## Maison de Bourbon
1257-1262 : Mathilde II de Bourbon (v. 1234-1262), dame de Bourbon (Mathilde II), comtesse de Nevers, d'Auxerre et de Tonnerre, fille des précédents
mariée avec Eudes de Bourgogne (1230-1269)

## Maison de Bourgogne
1262-1290 : Alix de Bourgogne (1254 † 1290), comtesse d'Auxerre, fille de la précédente
mariée en 1268 avec Jean Ier de Chalon (1243 † 1309)

## Maison de Chalon
1268-1290 : Jean Ier de Chalon (1243 † 1309), fils de Jean Ier le Sage ou l'Antique, comte titulaire de Bourgogne et comte de Chalon
mariée en 1268 avec Alix de Bourgogne (1251-1290), comtesse d'Auxerre
1290-1304 : Guillaume VI de Chalon († 1304), fils des précédents.
marié à Eléonore († 1324), fille d'Amédée V de Savoie
1304-1362 : Jean II de Chalon (1292 † 1362), fils du précédent.
marié à Alix de Bourgogne, dame de Montfleur
1362-1366 : Jean III de Chalon dit le Chevalier Blanc († 1366), fils du précédent.
marié à Marie Crespin du Bec.
1366-1370 : Jean IV de Chalon, fils du précédent ; rangé sous la bannière du roi Charles V, il fait campagne contre le duc de Bourgogne Philippe le Hardi puis, en 1370, il vend le comté d'Auxerre au roi de France pour la somme de 31 000 livres.

## Domaine royal
En 1370, le roi de France place le comté d'Auxerre sous sa protection, reconnait à la ville le statut de « cité notable » et lui accorde un droit spécial.

## Maison de Bourgogne
1435-1467 : Philippe le Bon, duc de Bourgogne. 
1467-1477 : Charles le Téméraire, duc de Bourgogne, fils du précédent.

## Famille de Clèves
1543-1545 : Louis de Clèves (1494-1545) comte d'Auxerre, fils d'Engilbert, comte de Nevers, et de Charlotte de Bourbon-vendôme ; marié en 1542 à Catherine d'Amboise 1481-1550, femme de lettres, héroïne de Mme de Lafayette, dame de Chaumont-sur-Loire, fille de Charles, comte de Brienne et de Catherine de Chauvigny. Elle avait été mariée en 1re noce à Christophe de Tournon et en 2e à Philibert de Beaujeu, dont aucun enfant.
1545-1561 : François Ier de Clèves (1516-1561), duc de Clèves, comte de Nevers (1538), comte d'Auxerre, d'Eu, de Rethel, de Beaufort, marquis de l'Isle, baron de Rosay. fils de Charles et de Marie d'Albret.